# Застава Маршалских Острва
 Застава Маршалских острва  је озваничена 1. маја 1979. године проглашењем независности ове државе. 
Маршалска острва су били део старатељског подручја пацифичких острва којим су управљали Сједињене Америчке Државе. Од осамостаљивања има заставу сличну другим државама које су настале распадом старатељског подручја. Застава Маршалских острва састоји се од дијагоналне двобојне траке која представља екватор, беле траке која представља излазак Сунца и мир, и жуте траке која представља залазак Сунца и храброст. Изнад траке налази се звезда са 24 крака која представља овај архипелага на северној хемисфери. Сваки од кракова звезде представља један округ, а четири продужена врха представљају највеће градове: Маџуро, Џалуит, Вотје и Ебеје.

## Историјске заставе
- Застава Старатељског подручја пацифичких острва, коришћена од 1965. до 1979.
- Застава Уједињених нација, коришћена од 1947. до 1965.
- Застава САД, коришћена од 1944. до 1986.